# Martin Davorin Krmpotić
Martin Davorin Krmpotić (Veljun Primorski, Senj 8. studenoga 1867. – Grand Canyon, Arizona, 31. siječnja 1931.) bio je hrvatski katolički svećenik, preporodni djelatnik i misionar. Pisao je feljtone i eseje iz hrvatske povijesti.
Rodio se u zaselku Veljunu u općini Krivi Put.
Osnovnu školu je pohađao u rodnome selu. Za srednju školu je izabrao gimnaziju koju je pohađao u Senju i Karlovcu. Na studije je otišao u Zagreb, gdje je studirao bogoslovlje. Studije je završio u Senju, iz razloga što je bio radikalni pravaš pa je bio izbačen sa zagrebačkoga Teološkoga fakulteta.
Za svećenika se zaredio 1892. godine. Službovao je po Senjsko-modruškoj županiji kao kapelan i upravitelj župa. U svakom mjestu službovanja je ostavio trag. Za službovanja u Vališ selu (današnji Cetingrad) je postavio orgulje u crkvi. Budući da je bio protiv mađarona, premješta ga se u novu župu, Zavalje, koja se nalazila blizu Bihaća. Malo poslije je prebačen u župu Cerovnik. Za svoj dobar pastoralni rad i za to što je uveo staroslavenski jezik u bogoslužje, biskup Posilović ga je posebno pohvalio. Uskoro je otišao u novu župu, Bribir, a vrlo brzo u kordunsku župu Lađevac.
Ova silna premještanja su odraz ondašnjeg stanja kad su Hrvatskom vladali mađaroni Khuena Hedervaryja, a čija se dominacija društvenim životom protezala i na duhovni u toj mjeri da niti biskupi nisu mogli odrediti župnike mimo volji mađaronskog bana.
Nakon službovanja po zaleđu, nova župa mu je bila Kostrena. Iste godine ga vlasti sele na Praputnjak. Za kratka djelovanja, utemeljio je Hrvatsku čitaonicu. Vlasti ga brzo sele u ličko selo Brlog. Slijedi nova seoba, u župu Otočac. Želio se konačno skrasiti u nekoj župi i da prestanu brojna seljenja. Ondašnji veliki župan Bude Budisavljević ga je nastojao privući davanjem župe Otočac, uz uvjet ako zataji svoj pravaški stav. Krmpotić je odbio ponudu.
Godine 1901. dolazi poziv biskupa Louisa Marie Finka za župnika tamošnjim Hrvatima u gradu Kansas Cityju. Godine 1905. završava gradnju župne crkve i dade ju oslikati hrvatskome slikaru Otonu Ivekoviću.
Umro je 31. siječnja 1931. u Grand Canyonu u Arizoni.

## Pisana djela
Na engleskom jeziku je napisao i tiskao život i rad isusovca Ferdinanda Konšćaka, misionara Amerike iz 18. stoljeća, a na hrvatskome život i djelo Josipa Kundeka, također Hrvata i misionara sjevernoameričkih Indijanaca iz sredine 19. stoljeća.
Na hrvatski jezik prevodi djelo Jamesa Brycea The American Commonwelth (1888), čime zamisli američke demokracije predlaže kao temelj ustrojstva države koja bi nastala nakon izlaska iz državne zajednice s Mađarskom i Austrijom.
U američkom izdanju The Catholic Encyklopedia piše natuknice o Hrvatskoj. Upozoravajući na opasnosti kapitalizma, u čikaškoj Zastavi raspravlja o socijalizmu, ističe njegove  dobre strane, no smeta ga odnos prema vjerskom životu i slobodama.
- O Cetingradu i izboru Ferdinanda
- Slovenci i hrvatsko državno pravo
- Povijest Otočca i Modruša
- Opis grobova i napisa hrvatskih plemića u crkvi sv. Antuna u Bihaću
- On Great Serbia (O Velikoj Srbiji)[1]